# Тетрапіроли

Циклічні тетрапіроли: (пірол, порфін, порфірин, порфіроген)

Тетрапіроли (рос. тетрапирролы, англ. tetrapyrroles) — природні пігменти з чотирма пірольними кільцями, з'єднаними однокарбоновими одиницями, що з'єднують положення 2 одного пірольного кільця з положенням 5 сусіднього. Порфірини є макроциклічними тетрапіролами. Приклад: білін.
Розрізняють лінійні та циклічні тетрапіроли.